# GNU Coreutils
GNU Coreutils lub coreutils – zbiór podstawowych narzędzi do obsługi plików, powłoki i tekstu w systemach uniksopodobnych. Zawiera narzędzia, których obecność jest oczekiwana w każdym systemie operacyjnym.
Coreutils łączy w sobie kilka, dawniej dystrybuowanych osobno, paczek, takich jak textutils, shellutils oraz fileutils.

## Programy zawarte w GNU Coreutils
| Narzędzia plikowe                                   | Narzędzia plikowe                                                                    |
| --------------------------------------------------- | ------------------------------------------------------------------------------------ |
| chcon                                               | Zmienia kontekst zabezpieczeń (SELinux)                                              |
| chgrp                                               | Zmienia grupę właścicieli plików                                                     |
| chown                                               | Zmienia właściciela pliku                                                            |
| chmod                                               | Zmienia prawa dostępu do pliku lub katalogu                                          |
| cp                                                  | Kopiuje plik lub katalog                                                             |
| dd                                                  | Kopiuje i konwertuje pliki                                                           |
| df                                                  | Pokazuje wolne miejsce na dyskach                                                    |
| dir                                                 | Działa identycznie jak „ls -C -b”. (Posortowane pliki są wyświetlane w kolumnach)    |
| dircolors                                           | Konfiguracja kolorów dla ls                                                          |
| install                                             | Kopiuje pliki i ustawia atrybuty                                                     |
| ln                                                  | Tworzy dowiązanie do pliku                                                           |
| ls                                                  | Wyświetla pliki w katalogu                                                           |
| mkdir                                               | Tworzy katalog                                                                       |
| mkfifo                                              | Tworzy FIFO (potoki nazwane)                                                         |
| mknod                                               | Tworzy pliki specjalne blokowe lub znakowe                                           |
| mktemp                                              | Tworzy tymczasowy plik lub katalog                                                   |
| mv                                                  | Przesuwa lub zmienia nazwy plików                                                    |
| rm                                                  | Usuwa pliki                                                                          |
| rmdir                                               | Usuwa puste katalogi                                                                 |
| shred                                               | Bezpiecznie usuwa plik, najpierw nadpisując go, aby ukryć jego zawartość             |
| sync                                                | Opróżnia bufory systemu plików                                                       |
| touch                                               | Zmienia czas ostatniego dostępu do pliku                                             |
| truncate                                            | Zmniejsza lub zwiększa rozmiar pliku do wybranego rozmiaru                           |
| vdir                                                | Działa identycznie jak „ls -l -b”. (długa postać listy zawartości katalogów)         |
| Narzędzia tekstowe                                  |                                                                                      |
| base64                                              | Koduje/dekoduje dane do/z base64 i wypisuje je na standardowym wyjściu               |
| cat                                                 | Łączy pliki i wypisuje je na standardowe wyjście                                     |
| cksum                                               | Oblicza sumę kontrolną i liczy bajty w pliku                                         |
| comm                                                | Porównuje dwa posortowane pliki linia po linii                                       |
| csplit                                              | Dzieli plik na części według linii kontekstowych                                     |
| cut                                                 | Usuwa sekcje z każdej linii plików                                                   |
| expand                                              | Konwertuje znaki tabulacji na spacje                                                 |
| fmt                                                 | Prosty optymalny formater tekstu                                                     |
| fold                                                | Zawija każdą linię wejścia aby pasowała do określonej szerokości                     |
| head                                                | Wypisuje początkową część pliku                                                      |
| join                                                | Łączy linie dwóch plików według wspólnych pól                                        |
| md5sum                                              | Oblicza i sprawdza sumy kontrolne MD5                                                |
| nl                                                  | Numeruje linie plików                                                                |
| od                                                  | Zrzuca pliki w formacie ósemkowym i innych                                           |
| paste                                               | Łączy linie plików                                                                   |
| ptx                                                 | Tworzy indeks permutacyjny zawartości pliku                                          |
| pr                                                  | Konwertuje pliki tekstowe do drukowania                                              |
| sha1sum, sha224sum, sha256sum, sha384sum, sha512sum | Oblicza i sprawdza sumy kontrolne SHA-1, SHA-224/256/384/512                         |
| shuf                                                | Generuje losowe permutacje                                                           |
| sort                                                | Sortuje linie plików tekstowych                                                      |
| split                                               | Dzieli pliki na kawałki                                                              |
| sum                                                 | Sprawdza sumy kontrolne i liczy bloki w pliku                                        |
| tac                                                 | Łączy i wypisuje odwrócone pliki                                                     |
| tail                                                | Wypisuje końcową część pliku                                                         |
| tr                                                  | Tłumaczy lub usuwa znaki                                                             |
| tsort                                               | Sortuje topologicznie                                                                |
| unexpand                                            | Zamienia spacje na znaki tabulacji                                                   |
| uniq                                                | Usuwa powtarzające się linie z pliku                                                 |
| wc                                                  | Wypisuje liczbę bajtów, słów i linii w plikach                                       |
| Narzędzia powłoki                                   |                                                                                      |
| arch                                                | Działa identycznie jak „uname -i” (wypisuje architekturę komputera)                  |
| basename                                            | Oddziela katalog i przyrostek od nazw plików                                         |
| chroot                                              | Uruchamia polecenie ze zmienionym katalogiem roota                                   |
| date                                                | Wyświetla lub ustawia datę i czas systemowy                                          |
| dirname                                             | Usuwa niekatalogowy przyrostek nazwy pliku                                           |
| du                                                  | Wyświetla zużycie miejsca na dysku                                                   |
| echo                                                | Wyświetla linijkę tekstu                                                             |
| env                                                 | Wyświetla i zmienia zmienne środowiskowe                                             |
| expr                                                | Wykonuje wyrażenie                                                                   |
| factor                                              | Wypisuje czynniki pierwsze liczby                                                    |
| false                                               | Nic nie robi, zwraca niepowodzenie                                                   |
| groups                                              | Wyświetla grupy, których członkiem jest użytkownik.                                  |
| hostid                                              | Wypisuje numeryczny identyfikator bieżącego hosta                                    |
| id                                                  | Wypisuje rzeczywiste i efektywne UID oraz GID                                        |
| link                                                | Tworzy twarde dowiązanie do pliku                                                    |
| logname                                             | Wypisuje nazwę zgłoszeniową użytkownika                                              |
| nice                                                | Uruchamia program ze zmodyfikowanym priorytetem                                      |
| nohup                                               | Pozwala programowi na kontynuowanie pracy nawet po wylogowaniu                       |
| pathchk                                             | Sprawdza, czy nazwy plików są prawidłowe lub przenośne                               |
| pinky                                               | Odchudzona wersja finger                                                             |
| printenv                                            | Wypisuje zmienne środowiskowe                                                        |
| printf                                              | Formatuje i drukuje dane                                                             |
| pwd                                                 | Wypisuje nazwę obecnego katalogu roboczego                                           |
| readlink                                            | Wyświetla wartość dowiązania symbolicznego                                           |
| runcon                                              | Uruchamia komendę z podanym kontekstem bezpieczeństwa                                |
| seq                                                 | Wypisuje kolejne liczby                                                              |
| sleep                                               | Czeka przez podany czas                                                              |
| stat                                                | Drukuje status pliku lub systemu plików                                              |
| stty                                                | Zmienia i drukuje ustawienia linii terminala                                         |
| su                                                  | Uruchamia powłokę lub komendę z prawami innego użytkownika (domyślnie root)          |
| tee                                                 | Czyta ze standardowego wejścia i przesyła kopię na standardowe wyjście oraz do pliku |
| test                                                | Testuje wyrażenia                                                                    |
| timeout                                             | Uruchamia komendę z limitem czasowym                                                 |
| true                                                | Nic nie robi, ale zwraca powodzenie                                                  |
| tty                                                 | Wypisuje nazwę terminala                                                             |
| uname                                               | Wypisuje informacje o systemie                                                       |
| unlink                                              | Usuwa plik, używając funkcji unlink                                                  |
| uptime                                              | Mówi, jak długo system jest włączony                                                 |
| users                                               | Wypisuje nazwy użytkowników obecnie zalogowanych na hoście                           |
| who                                                 | Wypisuje wszystkich zalogowanych użytkowników                                        |
| whoami                                              | Wypisuje efektywny UID                                                               |
| yes                                                 | Wypisuje bez końca podany ciąg znaków                                                |
| Inne narzędzia                                      |                                                                                      |
| [                                                   | Synonim dla test, pozwala na użycie takich wyrażen jak [ wyrażenie ].                |